# Calyptophilus
Calyptophilus is een geslacht van zangvogels uit de familie Calyptophilidae.

## Soorten
Het geslacht kent de volgende soorten:
- Calyptophilus frugivorus – Oostelijke tapuittangare
- Calyptophilus tertius – Westelijke tapuittangare